# 古猴科
古猴科（學名Archaeopithecidae）是一科已滅絕的南方有蹄目。牠們其下有兩屬，包括尖猴屬及古猴屬，都是生存於始新世早期的南美洲。